# تواصل القطط

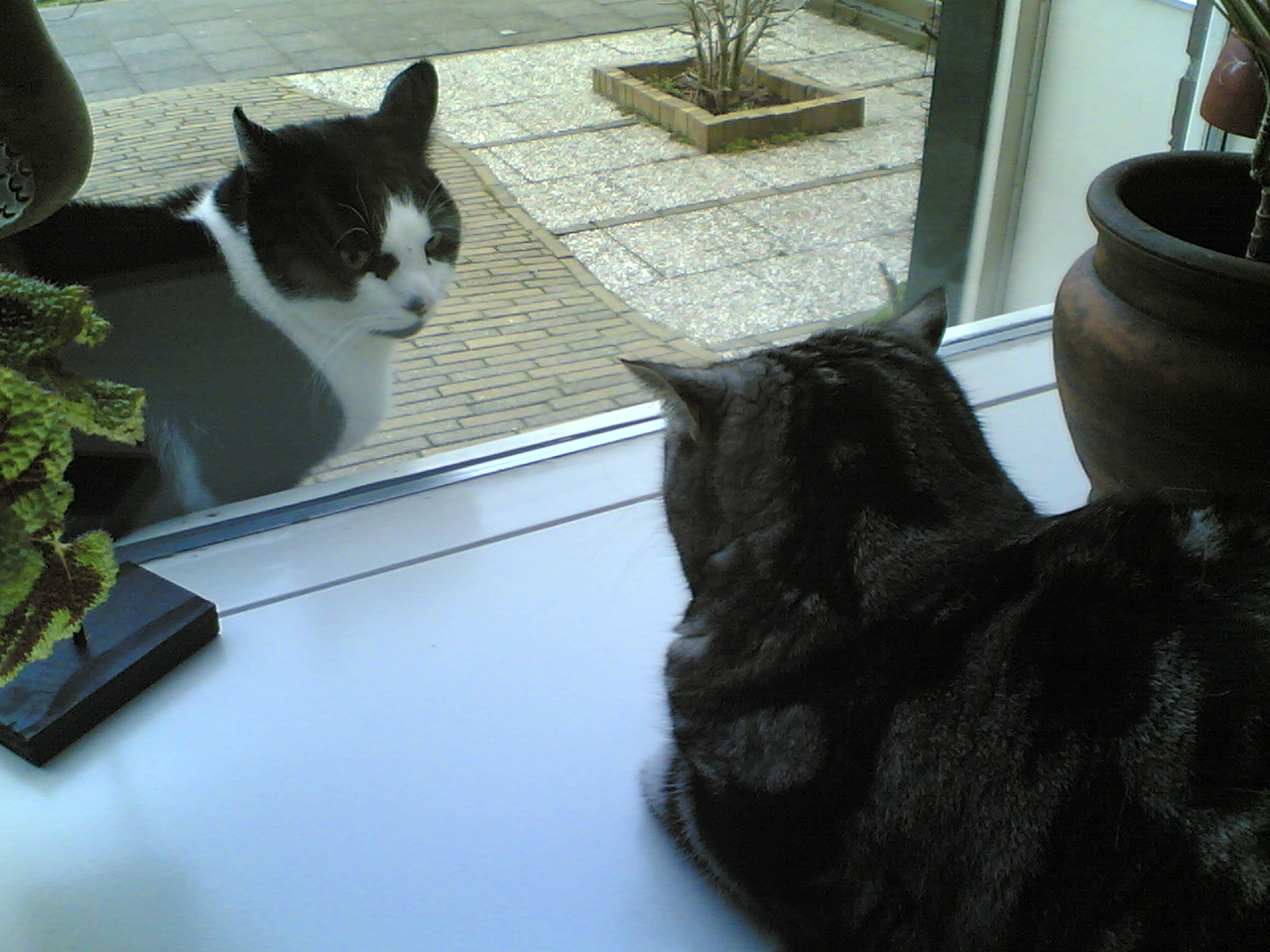
الطريقة الأساسية لتواصل القطط هي لغة الجسد مثل موضع الأذنين.

يُعرف تواصل القطط بنقل المعلومات من واحد أو أكثر من القطط التي لديها تأثير على السلوك الحالي أو المستقبلي لحيوان آخر، بما في ذلك البشر. تستخدم القطط مجموعة من وسائل الإتصال وتشمل الصوتية، والمرئية، واللمس، والشم.
تتأثر طرق الإتصال التي تستخدمها القطط الأليفة بعملية التدجين.

## التواصل الصوتي
صُنّفت ألفاظ القطط وفقا لمجموعة من الخصائص وهي:
1. الأصوات الناتجة مع الفم المغلق (لغط)، وتشمل الخرخرة، والرعشة الصوتية والزقزقة.
2. الأصوات الناتجة عند إغلاق تدريجي للفم المفتوح هي مجموعة كبيرة ومتنوعة من مواء القطط مع أنماط مماثلة لحروف العلة.
3. الأصوات الناتجة مع فتح الفم المقبوض بتوتر في نفس الموقف، وغالبا ما تصدر في الحالات العدوانية (الهدير، العواء، الزمجرة، الهسهسة، البصق والصراخ).

صنّف براون وآخرون الاستجابات الصوتية للقطط وفقا للسياق السلوكي التالي: عند فصل أبناء القطط عن أمهاتهم، عند حرمان القطط من الطعام، عند الألم، قبل أو عند التهديد أو سلوك الهجوم، مثل النزاعات على الأراضي أو المواد الغذائية، عند التجارب المؤلمة أو المجهدة تماما، كما في الحقن الوقائية الروتينية، عند حرمان الهرة. وتضمنت دعوات أقل تسجلها عادة خرخرة القطط الناضجة، وإلقاء التحية بين الأقران أو التمتمة. امتداد الحوارات الصوتية بين القطط في أقفاص منفصلة، يدعو إلى "الإحباط" خلال التدريب أو انقراض الاستجابة المشروطة.
تصنف ميلر ألفاظ القطط إلى 5 فئات وفقا للصوت المنتج: من خرخرة، ونداء، وصرير، ومواء ودمدمة/ وزمجرة / وهسهسة.

### الخرخرة
وتستمر الخرخرة، بلين، ويهتز الصوت المحرز في الحلق معظم أنواع السنوريات. يمكن للقطط المحلية القرقرة في يومين من ولادتهم. وهكذا يمكن للخرخرة النغمية أن تميز شخصيات مختلفة من القطط الأليفة. وغالبا ما يعتقد أن الخرخرة تشير إلى حالة عاطفية إيجابية، ولكن تخرخر القطط أحيانا عند مرضها أو توترها أو معاناتها من لحظات جارحة أو مؤلمة. وهذا تعريف أكثر امتدادا "تشير الخرخرة إلى المزاج الاجتماعي الودي، ويمكن أن يعطى كإشارة لقول طبيب بيطري من القط المصاب مشيرا إلى حاجته للصداقة، أو إشارة إلى مالك، قائلا أشكركم على الصداقة."
آلية كيفية خرخرة القطط محيرة لأن القطط إلى حد ما ليس لديها ميزة تشريحية فريدة من نوعها والتي هي المسؤولة عن هذا النطق بشكل واضح. فرضية واحدة، مدعومة بالإلكتروميوجرافي، وهي أن القطط تنتج ضوضاء الخرخرة باستخدام الحبال الصوتية و/ أو عضلات الحنجرة بالتناوب لتمدد وتقلص المزمار بسرعة، مما تسبب اهتزازات الهواء أثناء الشهيق والزفير. يشترك شهيق وزفير ثابت كما يتنفس القط، وتنتج ضوضاء الخرخرة مع نغم التوافقيات القوية. ويرافق الخرخرة في بعض الأحيان أصوات أخرى، رغم أن هذا يختلف بين الأفراد البعض قد يخرخر فقط، في حين تشمل القطط الأخرى نوبات منخفضة المستوى توصف أحيانا بأنها "كتل"
تخرخر القطط الأليفة على ترددات مختلفة. ذكرت إحدى الدراسات أن قرقرة القطط الأليفة في متوسط ترددات 21.98 هرتز في المرحلة المرتفعة و23،24 هرتز في المرحلة المنخفضة مع المتوسط العام من 22.6 هرتز. تم إجراء المزيد من البحوث على أربع قطط محلية ووجدوا أن الوتيرة الأساسية للخرخرة تتراوح بين 20.94 و 27.21 هرتز للمرحلة المرتفعة وبين 23.0 و 26.09 هرتز للمرحلة المنخفضة. كان هناك اختلاف كبير بين القطط الأربعة في المدى النسبي والمدة والتردد بين مراحل الارتفاع والانخفاض على الرغم من هذا الاختلاف وقع عموما ضمن المعدل الطبيعي.
أظهرت دراسة واحدة على واحد من حيوانات الفهد (ثابتة المخالب) ان متوسط تردد خرخرته 20.87 هرتز (مراحل الارتفاع) و18.32 هرتز (مراحل الانخفاض). وقد أوجدت دراسة أخرى على أربعة من كبار الفهود ووجدوا أن متوسط الترددات كانت بين 19.3 هرتز و 20.5 هرتز في مراحل الانخفاض، وبين 21.9 هرتز و 23.4 هرتز في مراحل الارتفاع.. كانت مراحل الارتفاع أطول من مراحل الانخفاض وعلاوة على ذلك، كانت السعة أكبر في المراحل المرتفعة.
يُعتقد مرة أن القطط من جنس فليس فقط يمكن أن تخرخر. ومع ذلك، مجالات من جنس النمر (النمور والأسود والنمور والفهود) تنتج أيضا أصوات مشابهة للخرخرة، ولكن فقط عند الزفير. تنقسم السنوريات إلى "خرخرة القطط " من جهة و "زمجرة القطط " (أي غير الخرخرة) من جهة أخرى، يرجع أصلا إلى أوين (1834/1835)، والذي قدم قطعا بوكوك (1916)، بناء على الاختلاف في علم التشريح اللامي. "زمجرة القطط (الأسد، الببر، الأسد، النمر، أنثى النمر، اليغور، الفهد) لديها عظام اللامية متحجرة بشكل غير كامل، والتي وفقا لهذه النظرية، تمكنها من ممارسة الهدير ولكن ليس الخرخرة. من ناحية أخرى، يعد نمر الثلوج كخامس الأنواع مع اللامية المتحجر بشكل غير كامل، القرقرة (هيمر, 1972). جميع الأنواع المتبقية من عائلة السنوريات ( القطط التي لديها القدرة على الخرخرة ) لديها اللامية متحجر تماما والتي تمكنهم من الخرخرة ولكن ليس الهدير. ومع ذلك، ناقش ويسسينقربير وآخرون عام 2002م بقدرة أنواع القط على الخرخرة والتي لا تتأثر بتشريح عظام اللامية لهم، أي ما إذا كان متحجر تماما أو لديه عظام فوق اللامية الفقرية، وأنه بناء على الصوت الفني لتحديد الزمجرة، فإنه يعتمد وجود هذا النوع من النطق على خصائص محددة من الطيات الصوتية والمسالك الصوتية الممدودة، وأخيرًا يجعل من الممكن عن طريق تحجر غير كامل للامية.

### مواء القطط
المواء هو لفظ تستخدمه القطط الصغيرة للحصول على الاهتمام من القطط الأم مثل مياو مواي مؤاي كواي جواي بطاط .
يعتبر المواء أكثر صوت مألوف عند القطط الكبيرة يمكن للمواء أن يعبر عن الحزم لديهم أو الحزن أوالود أوالجرأة أوالترحيب أوالاهتمام أو الإغراء أو الطلب أو الشكوى. حتى أن القط قد يصمت حيث يفتح القط فمه ولكن لا ينطق. لا تموء القطط الكبيرة لبعضها البعض، مواء القطط الكبيرة للبشر من المرجح أن يكون مواء القطط طاط بعد تمديد التدجين.

### اختلافات اللغة
تستخدم اللغات المختلفه كلمات مختلفة مماثلة لصوت " المواء " وتشمل مياو
miau (البيلاروسية، البلغارية، الكرواتية، الألمانية والهنغارية والفنلندية، ليتوانيا والماليزية والبولندية والروسية والبرتغالية والرومانية والإسبانية والأوكرانية) mňau (جمهورية التشيك)، meong (الإندونيسية)، njäu (الاستونية)، Niau في (الأوكرانية)، miaou (باليونانية: νιάου)‏، miaou (الفرنسية)، نيا (ニ ャ ー، اليابانية)، مياو (喵، لغة الماندرين الصينية والإيطالية )، miav / مياو أو mjau / mjau (الدنماركية والسويدية والنرويجية)، MJA (الآيسلندي)، يا-اونج (야옹 والكورية)، مياؤں (Miyā'ūṉ الأردية)، miaŭ (الاسبرانتو) [16] وMEO -meo (الفيتنامية). وفي بعض اللغات (مثل 貓 الصينية، ماو)، وأصبح النطق اسم الحيوان نفسه.

### الصرير
الصرصرة أو الزقزقة تبدوان وكأنه مواء تدحرج على اللسان. يستخدام أكثر شيوعا عندما تدعو القطط الأم صغارها من العش. تميز القطط أمهاتها بصريرها الخاص، ولا تستجيب لصرير الأمهات الأخريات. تستخدم الزقزقة أيضا عند ظهور أو اقتراب قط آخر أو الإنسان منها. يمكن للانسان ان يقلد صوت المواء لطمأنة وتحية القطط الاليفة.
عند المراقبة أو مطاردة الفريسة، تتحمس القطط أحيانا أو تبدأ بالزقزقة أو الصرصرة عند مراقبة الفريسة أو مطاردتها.

### النداء
النداء بصوت عال، ينتج لفظ إيقاعي مع الفم المغلق. ويرتبط في المقام الأول مع القطط الإناث عند ملامستها للقطط الذكور، ويحدث أحيانا في الذكور عند القتال مع بعضهم البعض. أ "مواء الهر" هو صراخ القط في الودق (أو "في الحرارة").

### الهدر والزمجرة والهسهسة والبصاق
الهسهسة والزمجرة وكلها اصوات مرتبطة إما بهجوم عدواني أو دفاعي. تقترن عادة القطط عن طريق عرض وضعي المقصود منه أن يكون لها تأثير مرئي على تهديد محتمل. قد تكون الاتصالات موجهة في القطط وكذلك الأنواع الأخرى - الهسهسة العالية وبصاق القط نحو الكلب المقترب سلوك معروف. تهسهس القطط عندما تندهش، أو تخاف، أوتغضب أو تتألم، وأيضا لتخويف الدخلاء على أراضيها. إذا تحذير الهسهسة والهدر لم يزل التهديد، قد يتبعه هجوم القط. تبدأ الهسهسة والبصاق عند القطط التي لا تتجاوز أعمارها 2-3 أسابيع عندما يتعلمها القط أول من الإنسان. البصاق هو نسخة أقصر ولكن بصوت أعلى وأكثر تأكيدا من الهسهسة.

## التنظيم الحراري

### الموجات فوق الصوتية
وقد لوحظ مكونات استجابة تردد عال جدا ("الموجات فوق الصوتية") في ألفاظ الهريرة عند القطط حيث انها ترسل موجات لا يسمعها ولا يراها الانسان انما فقط القطط المجاورة لها .[3]

## الاتصالات البصرية
تستخدم القطط المواقف والحركات لتتواصل بمجموعة واسعة من المعلومات. تشمل بعضها مجموعة واسعة من الاستجابات مثل عندما تقوس القطط ظهورها، وتنتصب شعورها وتتبنى موقفا لتنقل الخوف أو العدوان. أما البعض الاخر من القطط فيكون مجرد تغيير سلوكي واحد (كما يدركها البشر) مثل المضي ببطء للإشارة إلى الاسترخاء.
تستخدم القطط الأليفة كثيرا الاتصال المرئي مع عيونها وآذانها وأفواهها، وذيولها، وغطائها، ومواقف جسمها. وقد ذكر أن ملامح وجه القطط تتغير بشكل خاص، وربما تكون أفضل مؤشر للاتصال القط. [4]

### الموضع
عندما تتمدد القطط على ظهورها ويظل البطن مكشوف، فإنهم يكونون في موقف ضعف. لذلك، قد يوصل هذا الموقف شعور الثقة [بحاجة لمصدر] أو الراحة. ومع ذلك، قد تلتف القطط أيضا على ظهورها للدفاع عن أنفسها بمخالبها.
عندما تكون القطط هادئة، فإنها تميل إلى الاسترخاء مع ذيل ثابت الحركة. إذا كانت عدوانية، تكون أرجلها الخلفيتين زيادة في الصلابة، وترتفع الردف ولكن الجزء الخلفي يبقى مسطح، وينتصب شعر الذيل، وبتم دفع الأنف إلى الأمام، وسحب الآذان إلى الخلف قليلا. لأن القطط لديها مخالب وأسنان، فإنها يمكن أن تُصيب من يدخل معها في قتال، ولذلك فإن هذا الموقف هو محاولة المنافس لانتزاع الاحترام دون قتال. قد يحاول المعتدي جعل المنافسين يتراجعون وبدوره يلاحقتهم إذا لم يفروا. في حالات الخوف والدفاع، يُصغر القط نفسه، وينخفض نحو الأرض، ويقوس ظهره ويميل جسمه بعيدا عن التهديد بدلا من الأمام. يحدث القتال عادة إلا عندما يكون الهروب مستحيل. [4]
عند القطط، تشير تسطح آذانها عموما إلى أن الفرد يشعر بأنه مهدد وقد يُهاجم. عند فتح القط فمه ولا توجد أسنان مكشوفة فهذا يشير إلى المزاح. [20]

### الآذان
يمكن للقطط أن تغيّر موضع آذانها بسرعة كبيرة، في اتصال منتصب عندما يكون القط في حالة تأهب وتركيز. يسترخي القط قليلا عندما يكون هادئ، ويكون مسطح تجاه الرأس في الحالات الدفاعية جداً أو العدوانية.

### العيون
عادة ما يكون التحديق المباشر للقطط إما تحديا أو تهديدا ومن المرجح أن ينظر فيها القط بنظرة رفيعة المستوى. عادة ما تنسحب القطط الأقل رتبة في الاستجابة. [4] وغالبا ما تستخدم التحديق المباشر أثناء الافتراس أو لأسباب إقليمية. عندما لا تستخدم لمثل هذه المهام، فإن القط سينظر بعيدا أو وميضاً بشكل دوري لتجنب استفزاز نفس الاستجابة الدفاعية التي يصبح التحديق واضح وظاهر [بحاجة لمصدر] ويعبر هذا الوميض الدوري أو النظر البعيد عندما تنظر القطط الاليفة إلى البشر.

### الذيل
غالبا ما تستخدم القطط الذيل للتواصل. عندما تعقد القطط الذيل عموديا عموما فإنها تشير إلى المشاعر الايجابية مثل السعادة أو الثقة وغالبا ما تستخدم بمثابة تحية ودية تجاه البشر أو غيرها من القطط (عادة الأقارب). أما عقدة بنصف الذيل فيمكن أن يشير إلى أقل متعة، ويشار إلى التعاسة إذا كان ذيل مع عقدة منخفضة. وبالإضافة إلى ذلك، قد يتأرجح ذيل القط من جانب إلى آخر. إذا كانت هذه الحركة بطيئة و"كسولة"، فإنه يشير عموما إلى أن القط في حالة استرخاء، ويعتقد [بواسطة من ] أن يكون وسيلة للقطة للبحث ومراقبة المناطق المحيطة بها وراء ذلك تشد القطط طرف ذيولها عند الصيد أو عند الغضب، بينما يشير الارتعاش الشديد إلى الغضب الطفيف. القط الأليف اثناء المطاردة يعقد طرف ذيله نحو الأرض أثناء وجوده في الانحناء، ويشده بسرعة من جانب إلى آخر. ويعتبر سلوك الذيل هذا أيضا عندما يغضب القط ويقترب من نقطة العض أو الخدش. كما أنها قد تشد ذيولها عند اللعب. [21] وفي بعض الأحيان أثناء اللعب، القط، أو الأكثر شيوعا، الهريرة، ترفع قاعدة الذيل إلى الإعلى وتصلبه كليا لكن كل طرف في شكل مثل رأسا على عقب على شكل "U ". هذا يشير إلى الإثارة الكبيرة، لدرجة فرط النشاط. ويمكن أيضا أن نشاهد هذا عند مطاردة القطط الأصغر سنا أو عند مطاردة بعضهم البعض. عند تحية صاحبهم، غالبا ما تعقد القطط ذيولها بشكل مستقيم مع حركة ارتعاش والتي تشير إلى السعادة القصوى. [22] عند خوف أو تفاجئ القطط قد ينتصب شعر ذيلها وظهرها. وبالإضافة إلى ذلك، فإن القط قد تقف باستقامة أكثر وتحوّل جانبي الجسم لزيادة حجمه كتهديد. القطط البتراء ذيولها، مثل قطط المانكس، التي تمتلك سوى كعب صغير من الذيل، وتقوم بتحريك الكعب كما لو كانت تمتلك ذيل الكامل.

### اللمس
تلعق القطط في كثير من الأحيان القطط الأخرى مثل الاوقرومنق أو الحبل (وعادة ما يتم هذا التزيين بين القطط المألوفة لبعض). كما أنها في بعض الأحيان تلعق البشر مما قد يشير إلى المودة.
القطط أحيانا تدعس مرارا بكفوفها الأمامية على البشر أو الأشياء الطرية مع عمل العجين. هذا أمر فطري للقطط وفي البالغين، افتراض محتمل من الإجراءات المستخدمة لتحفيز حليب الأم على النزول أثناء الرضاعة. في كثير من الأحيان، خرخرة القطط خلال هذا السلوك، تؤخذ عادة للإشارة إلى الرضا والمودة.
القطط لديها غدد عطرية على الجانب السفلي من كفوفها. عند دلك أو خدش الأجسام أو البشر، فمن المحتمل نقل هذه الفيرومونات إلى الشخص أو الكائن الذي عُجن أو خُدش.
لمس الأنوف، الذي يعرف أحيانا باسم "شم الأنوف"، يعتبر مباراة ودية، وتحية لمسية للقطط.
تفرك بعض القطط وجوهها على البشر، والتي تبدو كتحية ودية أو تشير إلى المودة. يتم الجمع بين تصرف اللمس مع اتصالات حاسة الشم كما يترك التلامس رائحة من الغدد الموجودة حول الفم والخدين. القطط أيضا في بعض الأحيان "تضرب رأس" البشر أو غيرها من القطط عن طريق الجزء الأمامي من الرأس، ويشار إلى هذا التصرف على أنه " الرايات ". [23] ومرة أخرى قد يكون هذا التواصل عنصرا حاسة الشم كما أن هناك الغدد العطرية في هذا المكان من الجسم، وممكن يكون بهدف البحث عن اهتمام عندما يحول القط رأسه إلى أسفل أو إلى الجانب عند القيام بذلك. [24]
هز الرأس وفرك الوجنة قد تكون مظاهر الهيمنة الاجتماعية في كثير من الأحيان يعرضها القط المسيطر نحو القط الخاضع. [4]

### العض
العض اللطيف (كثيرا ما يكون مصحوبا بالخرخرة والعجن) يمكن تواصل المودة أو المزح، الموجهة إلى الصاحب البشري أو قطة أخرى؛ ومع ذلك، عادة ما تكون أقوى اللدغات التي غالبا ما تكون مصحوبة بالهسهسة أو الهدر لتواصل العدوانية. [25] عندما تتزاوج القطط، القط الذكر يعض مؤخرة العنق للقطة الأنثى لأنها تفترض موضع القعس (إعوجاج غير طبيعي إلى الأمام في العمود الفقري) والتي تنقل قبولها للتزاوج

### الشم
تتواصل القطط من حاسة الشم كشم الرائحة في البول، أو البراز، أو المواد الكيميائية أو الفيرومونات من الغدد الموجودة حول الفم والذقن والجبين والخدين وأسفل الظهر والذيل والكفوف. [26] يعتبر سلوكيات فركها وضربها لرؤسها ماهي اإلا طرق لإيداع هذه الروائح على ركائز بما فيهم الإنسان.
رش البول هو أيضا علامة محلية. [27] على الرغم من أن القطط قد تضع علامة مع كل رش، والبول غير الرش، عادة ما يكون رش القطط أكثر سمكًا وأكثر زيتًا من البول الطبيعي، وربما تحتوي على إفرازات إضافية من الحويصلات الشرجية التي تساعد على بخه أقوى. بينما تضع القطط علامة على المنطقة ككل عن طريق فرك الغدد ذات الروائح بالبول والبراز التي تخرجه، وتعمل الرش في معظم الأحيان لدى ذكور القطط في المنافسة مع الآخرين من نفس الجنس وأنواعها، ويبدو أن بيان حاسة الشم أعلى لدى القطط. بعض الأحيان ترش القطط الإناث أيضا. [4]
يحتوي بول القطط الذكور الناضجة على وجه الخصوص على الأحماض الأمينية المعروفة باسم فيليناين المادة التي تشكلت من 3-مثيلبيوتن و 3-ميركابتو (MMB)، يحتوي جميعهم على الكبريت التي تعطي بول القط رائحه قوية بشكل مميز. يتم إنتاج مادة ( فيليناين ) في البول من ( 3-methylbutanol-cysteinylglycine (3-MBCG) ), وتفرز أوكسين ببتيداز (peptidasecauxin). ثم يتحلل ببطء عبر ياز البكتيرية الأكثر تبخرا كيميائياً (MMB ). []29 من الممكن أن يكون (Felinine ) فرمون القط.